# 長嶋甲兵
長嶋 甲兵（ながしま こうへい、1960年11月9日 - ）は、テレビ番組のディレクター。広島県出身。テレコムスタッフ所属。ATP賞の審査委員長。上智大学文学部卒業。

## 概要
主に芸術、文学、政治、井上陽水などをテーマに奇妙な手法のドキュメンタリー番組を演出。1997年「詩のボクシング」で放送文化基金賞大賞、2000年「世紀を刻んだ歌～花はどこへいった」でATP賞グランプリ受賞。演出家として担当した「詩のボクシング」で2006年、第32回放送文化基金賞個人・グループ部門（放送文化分野）受賞、第60回芸術選奨新人賞を受賞。

## 主な番組
- 「詩のボクシング」
- 「世紀を刻んだ歌－花はどこへ行った～静かなる祈りの反戦歌」
- 「世紀を刻んだ歌 ボヘミアン・ラプソディ殺人事件」
- 「シリーズ日本国憲法 国民的憲法合宿 第96条 憲法改正の手続き」
- 「太宰治 短編小説集」
- 「漱石「こころ」100年の秘密」